# Abak
Abak (računaljka, lat. abacus) je pomagalo pločastog oblika za lakše izvođenje računskih operacija. Prvotno se koristio u Aziji.

## Izgled
Rimski abak bila je ploča podijeljena na pruge ili pravokutna polja po kojima su se pomicali kamenčići ili žetoni. Prema položaju kamenčiću je pripadala određena vrijednost. Od latinskog izraza calculus, što znači kamenčić, nastao je izraz calculare - računati. U Europi se rimski abak povremeno koristio do 16. stoljeća. 
Kineski abak bio je okvir s napetim žicama na kojima su bile nanizane kuglice te je svakoj žici odgovarala određena vrijednost. Od kineskog razvio se i japanski soroban na kojem su unutar okvira na štapićima bili nanizani dvostruki čunjići (4+1 na svakom štapiću). Soroban se u Japanu i danas upotrebljava.
Abak je, povijesno gledano, stari izum za računanje. Danas se koristi kao sprava za računanje namijenjena djeci.

## Tijek rada
Abak je najčešće drven. Sastoji se od okvira s kuglicama ili kamenčićima koji su nabodeni na štapiće ili žicu, a povlače se po izrezbarenim otvorima. Kuglice ili kamenčići svojim položajem predstavljaju vrijednost određenog broja. Abak omogućava i rješavanje nešto kompliciranijih računskih operacija. 
Međutim, iako je abak čovjeku pomagao u računanju, računanje se zapravo izvodilo u ljudskoj svijesti pa je abak čovjeku služio samo kao pomoć.
Abak koriste i pojedinci koji ne mogu vidjeti. Oni ga koriste pri predstavljanju matematičkih funkcija kao što su množenje, dijeljenje, oduzimanje i zbrajanje. Iza žica na kojima su kuglice stavlja se gumeni ili neki drugi meki materijal da se kuglice ne bi pomicale dok slijepi dodiruju prstima kuglice.